# قسم أبهررود الريفي (مقاطعة أبهر)
قسم أبهررود الریفي (بالفارسية: دهستان ابهررود) هي قسم تقع في إيران في قسم. يقدر عدد سكانها بـ 5,686 نسمة .